# 洛托希诺
洛托希诺（羅馬化：Lotoshino）是俄罗斯莫斯科州的市级镇、州辖市级镇洛托希诺镇（洛托希诺城市区）的行政中心，地处莫斯科州西北部，位于州府莫斯科西北方，西北距莫斯科州与特维尔州州界约9.3公里。绍沙河一支流洛比河（Лобь）流经该地。
该地2021年人口有4,863人；2010年人口5,558；2002年人口5,670；1989年人口8,752。